# Horst Schreiner
Horst Schreiner (* 24. September 1921 in Warnsdorf, Tschechoslowakei; † 21. August 2002) war ein deutscher Materialwissenschaftler.

## Leben und Wirken
Horst Schreiner studierte an der Technischen Hochschule Graz, wo er 1953 auch habilitierte. Danach arbeitete er für die Firma Siemens, bis er 1971 an der Universität Erlangen-Nürnberg einen Lehrstuhl Werkstoffkunde und Technologie der Metalle mit dem Fachgebiet Pulvermetallurgie und Sinterwerkstoffe übernahm. Diesen hielt er für mehr als 20 Jahre inne, bevor er 1983 in den Ruhestand ging.

## Auszeichnungen
Im Rahmen des Hageners Symposiums wurde Schreiner 1984 der Skaupy-Preis des Fachverband Pulvermetallurgie verliehen.

## Werke
- Horst Schreiner: Pulvermetallurgie elektrischer Kontakte (= W. Köster [Hrsg.]: Reine und Angewandte Metallkunde in Einzeldarstellungen. Band 20). Springer-Verlag, Heidelberg 1964, ISBN 978-3-642-94905-0, doi:10.1007/978-3-642-94905-0.
- Horst Schreiner: Thermische Granulation von Metallpulvern. In: Materialwissenschaft und Werkstofftechnik. Band 3, Nr. 7, Oktober 1972, S. 359–364, doi:10.1002/mawe.19720030705.
- Horst Schreiner: Sinterwerkstoffe für elektrische Kontaktstücke der Energietechnik und ihre Eigenschaften. In: Materialwissenschaft und Werkstofftechnik. Band 6, Nr. 7, Juli 1975, S. 359–364, doi:10.1002/mawe.19750060703.

## Patente
- Patent  DE1106965B: Verfahren zur Herstellung dicht gesinterter Formkoerper aus Silberverbundwerkstoff. Angemeldet am 12. Februar 1957, veröffentlicht am 4. Januar 1962, Anmelder: SIEMENS AG, Erfinder: SCHREINER DR TECHN HABIL HORST.‌